# Włodzimierz Kleszcz

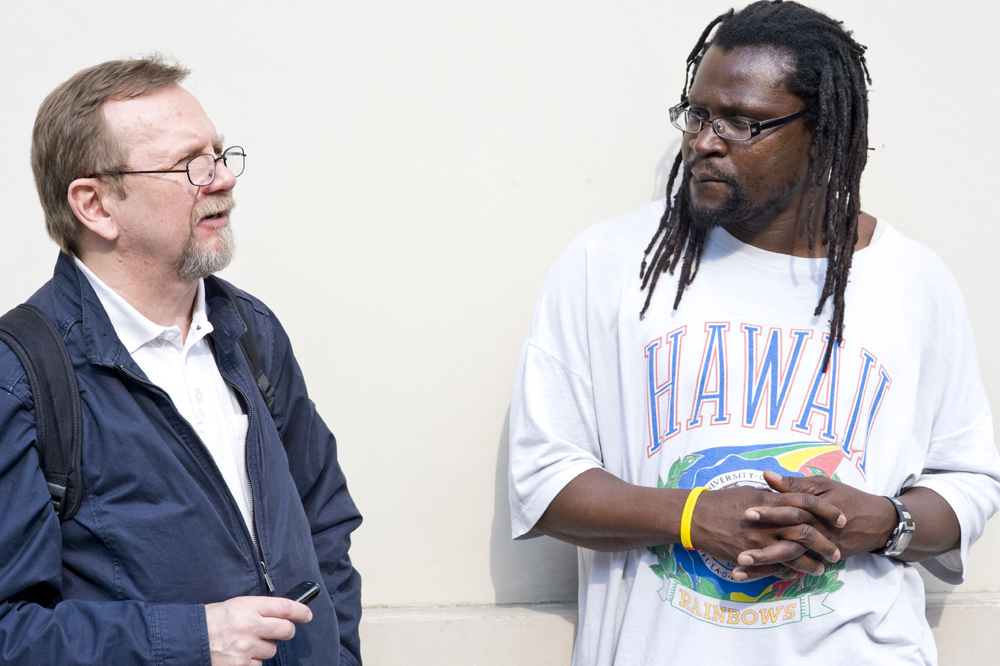
Włodzimierz Kleszcz i Mamadou Diouf (2011)

Włodzimierz Kleszcz (ur. 27 lipca 1949 w Lublinie) – polski dziennikarz muzyczny, producent, propagator muzyki folk i world music.

## Życiorys
Od 1972 roku dziennikarz Rozgłośni Harcerskiej, od 1979 r. pracuje w Polskim Radiu. W latach 80. współorganizator i dyrektor artystyczny wielu festiwali reggae w Polsce. 13 grudnia 1989 roku zorganizował w Hali Stoczni Gdańskiej festiwal „Solidarność Anti-Apartheid”.
Jako właściciel wydawnictwa Kamahuk jest współtwórcą kilku cenionych projektów muzycznych np. połączenia polskiej muzyki góralskiej z jamajskim reggae (wspólne nagrania Trebuniów-Tutków z Twinkle Brothers). Jest również wydawcą debiutanckiej płyty Kapeli ze Wsi Warszawa.
W 1992 roku został członkiem klubu World Music Charts Europe zrzeszającego pod egidą Europejskiej Unii Radiowej europejskich prezenterów world music. Od 1994 roku jest jurorem Decouverte Radia France Internationale.
W Polskim Radiu pracował jako dziennikarz Radiowego Centrum Kultury Ludowej. Prowadzi „Nocne Spotkania z Muzyką Świata” w PR1 oraz „Kleszczowisko” w PR2. Do 2006 roku był także jednym z prowadzących audycję „Mocne Nocne” w PR BIS.

## Biografia
- Ludzie Polskiego Radia – Włodzimierz Kleszcz, prowadzący
- Włodzimierz Kleszcz – Khamahuk.net